# Носково (Великолукский район)
Носково — деревня в Великолукском районе Псковской области России. Входит в состав Переслегинской волости.

## География
Расположена на западе района, на северо-восточном берегу Носковского озера, в 9 км к юго-западу от райцентра Великие Луки и в 7 км к юго-западу от волостного центра Переслегино. Севернее проходит железная дорога Великие Луки — Новосокольники, восточнее — станция Воробецкая.

## Население
| 2001 | 2002 | 2010 |
| ---- | ---- | ---- |
| 37   | ↗40  | ↘31  |

Численность населения деревни по состоянию на начало 2001 года составила 37 человек.